# 北京交通大学软件学院
北京交通大学软件学院，为北京交通大学的一个学院。
北京交通大学软件学院于2003年3月成立，是国家示范性软件学院之一。2006年11月通过教育部示范性软件学院评估验收。软件工程硕士研究生120人，单证软件工程硕士500人，留学生120人，在校生规模达2000余人。

## 下设机构
- 软件工程系
- 软件工程研究中心